# 白汝迪

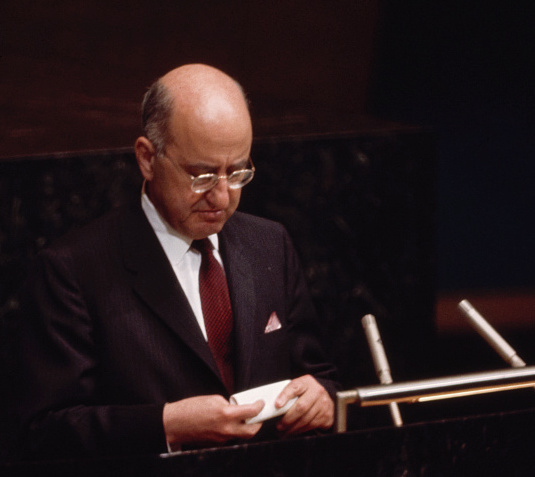
白汝迪在聯合國

白汝迪（英語：Jamil Baroody，1905年—1979年3月4日），是沙烏地阿拉伯外交官，他自1946年首次參加聯合國會議後擔任沙烏地阿拉伯駐聯合國代表，直到他去世。

## 早年生活
白汝迪於1905年出生在黎巴嫩蘇克埃爾加爾布。他是默基特希臘禮天主教會的阿拉伯基督徒，曾在貝魯特美國大學就讀，並於1929年開始他的外交生涯，曾擔任國際聯盟代表。在第二次世界大戰期間，他在普林斯頓大學任教，同時擔任《讀者文摘》阿拉伯語版的顧問。

## 職業生涯
白汝迪是沙特阿拉伯國王費薩爾的親密朋友。在聯合國成立初期，他就任沙特阿拉伯駐聯合國代表，享有異常大的權力，與其他代表須服從外交部指揮的情況形成鮮明對比。白汝迪被譽為聯合國程序大師和多才多藝的演說家，他的坦率、熱情和智慧為沉悶的辯論注入活力。《時代雜誌》的一篇幽默介紹稱，由於他獨特而古怪的演講風格，他可能「有責任防止無數同事死於純粹的無聊」。
1971年，美國代表愛德華·德文斯基評價白汝迪的演講技巧幾乎是無與倫比的，甚至認為如果溫斯頓·丘吉爾先生在他的巔峰時期與白汝迪先生辯論，他會排名第二。根據歷史學家羅蘭·伯克的說法，白汝迪關於人權的演說之一是「一個修辭漩渦」，其中提到了恐龍以及它們因劍齒虎的捕食而明顯死亡的內容，對蘇美爾人的題外話，以及精神病學的危險。另一種說法稱，白汝迪的干預「總是範圍廣泛，常常很有趣；但他傾向於在不方便的時候講話且篇幅過長……宣布尷尬的事實」。
然而，白汝迪對聯合國在1948年通過的《世界人權宣言》持反對態度，認為這是將西方文明的價值觀強加於伊斯蘭世界。在他看來，宣言中關於婚姻和宗教自由的思想是對14世紀伊斯蘭教法的殖民主義攻擊。他特別強調改變宗教信仰的權利與伊斯蘭教不相容，儘管當時的巴基斯坦代表持有不同的觀點。他還擔心沙特阿拉伯因為持續實行奴隸制而成為人權指責的目標。
在他的職業生涯中，他積極捍衛巴勒斯坦建國的事業。在1975年有關猶太復國主義的激烈辯論中，白汝迪稱猶太復國主義者是「我們中間的外星人」，並譴責猶太人的金錢和影響力。
白汝迪去世時是所有聯合國會員國中任期最長的代表。聯合國秘書長下令將紐約聯合國旗幟降半旗，這是為國家元首通常保留的榮譽。

## 個人生活
白汝迪與一位美國女性結為夫婦，並育有四個在美國接受教育的子女。

## 延伸閱讀
- "Member States Pay Tribute to Late Mr. Baroody (Saudi Arabia)," UN Monthly Chronicle 16, no. 3 (March 1979): i-viii.
- . Time. Vol. 98 no. 24. 1971-12-13.